# Glenea coomani
Glenea coomani é uma espécie de escaravelho da família Cerambycidae.